# Andreas Elenson
Andreas Elenson, oppure Elendsohn o Elizom o Elison (Vienna, 1650 – Vienna, 1706), è stato un attore teatrale e drammaturgo austriaco con origini tedesche.

## Biografia
Andreas Elenson appartenne ad una nota famiglia di attori e drammaturghi austro-tedeschi attivi nei secoli XVII e XVIII, di cui Andreas fu il capostipite oltre che il membro più importante.
Fondò una compagnia nomade, a Vienna, verso il 1671, e girò i paesi di lingua tedesca, distinguendosi nel 1689, quando scrisse e recitò, per l'imperatore Leopoldo I d'Asburgo, il dramma storico-avventuroso Il soldato traviato (Der verirrte Soldat).
Sua moglie Maria Margarete dedicò anch'essa un dramma analogo, Roderich und Delamira, all'imperatrice Claudia Felicita d'Austria.
Tuttavia Andreas non riuscì ad ottenere, nel 1706, il privilegium privatum che gli accordasse di recitare, a Vienna, come unica compagnia riconosciuta.
Suo figlio Julius Franz fu attore comico ispirato alla Commedia dell'arte.
L'altro figlio Johann Ferdinand Felix fu autore di drammoni d'effetto, dove un grottesco intrigo storico-politico s'intrecciava ad arlecchinate e travestimenti.

## Teatro
- Il soldato traviato (Der verirrte Soldat);
- Roderich und Delamira.